# Tobias Gossmann
Tobias Gossmann (* 1965 in Siegen) ist ein deutscher Dirigent und Geiger.

## Leben
Im Alter von acht Jahren erhielt er den ersten Klavier- und Violinunterricht. 
Er studierte nach dem Abitur zuerst Violine an der Hochschule für Musik und darstellende Kunst Wien bei Günter Pichler, dem Primarius des Alban-Berg-Quartetts und Dora Schwarzberg, dann Dirigieren bei Leopold Hager. 
Seine Musikerkarriere begann er zunächst als Konzertmeister, Solist und Kammermusiker.
Stationen dabei waren die Wiener Symphoniker, das Maurice-Ravel-Ensemble, Orquestra Ciutat de Barcelona, Orquestra Sinfonica del Gran Teatre del Liceu, Orquestra de Cadaques sowie das Super-World-Orchester in Japan.
Als Dirigent wirkt er hauptsächlich in Spanien, Deutschland und Japan.
Von 2003 bis 2016 war er Chefdirigent des spanischen Kammerorchesters Orquestra Simfonica Camerata XXI in Tarragona/Reus. Seit 2017 ist er künstlerischer Leiter des Philharmonischen Orchesters der Universität Alicante.

## Aufnahmen
Albert Guinovart, Ballettmusik zu "Terra baixa", Orquestra Nacional de Andorra (Editorial Dring 1999, Andorra)